# Meierhöfen
Meierhöfen (früher: Maierhöfen) ist eine Ortschaft in der Marktgemeinde Maria Anzbach im Bezirk St. Pölten-Land in Niederösterreich. Die Ortschaft hat 235 Einwohner (Stand 1. Jänner 2024).

## Lage
Die Ortschaft liegt am Anzbach des Wienerwaldes östlich es Marktortes Maria Anzbach.

## Geschichte
Urkundlich wurde 1449 der Ort genannt.
Laut Adressbuch von Österreich waren im Jahr 1938 in der Ortsgemeinde Maierhöfen einige Landwirte ansässig. Zudem gab es ein Ferienkinderheim. Die ursprünglich einzeln stehende Häuser wurden ab 1950 mit dem Neubau von Einfamilienhäusern zu einer Siedlung.
In der Gemeinderatssitzung der Marktgemeinde Maria Anzbach vom 18. Juni 2018 wurde der Ortsname von Maierhöfen auf Meierhöfen geändert.

## Kultur und Sehenswürdigkeiten

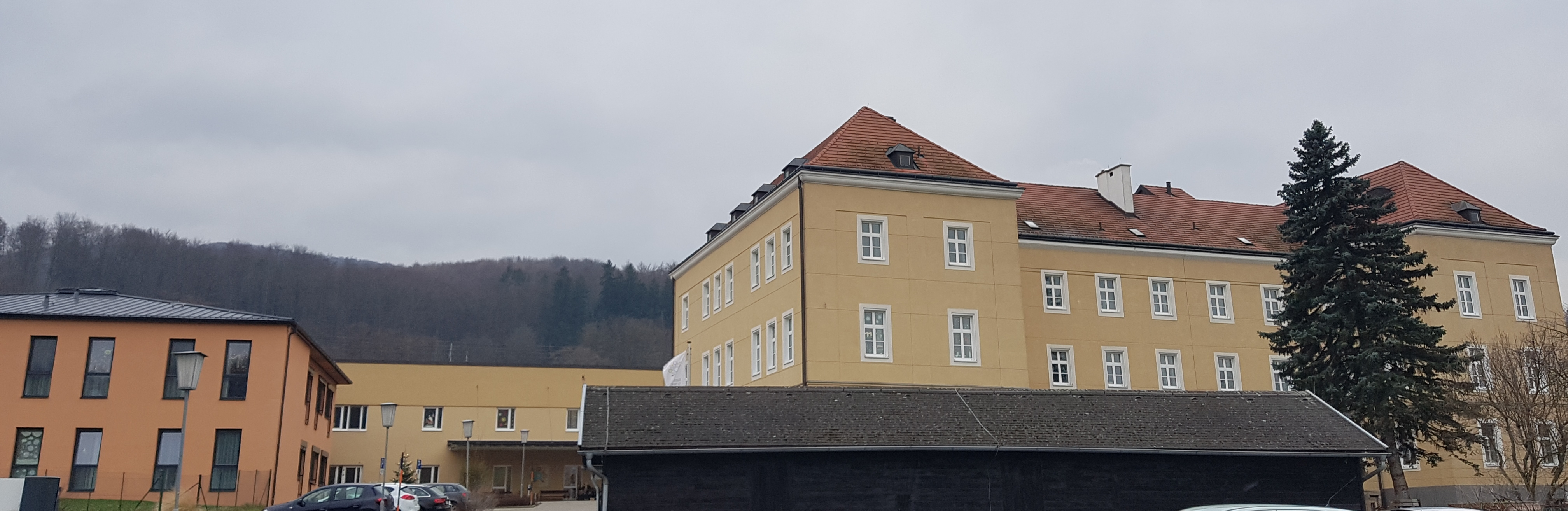
Pflegehaus Meierhöfen Nr. 1

- Ludowikaheim der Barmherzigen Schwestern vom hl. Vinzenz von Paul